# Cervasca
Cervasca là một đô thị tại tỉnh Cuneo trong vùng Piedmont của Italia, vị trí cách khoảng 80 km về phía nam của Torino và khoảng 7 km về phía tây của Cuneo. Tại thời điểm ngày 31 tháng 12 năm 2004, đô thị này có dân số 4.360 người và diện tích 18,3 km².
Cervasca giáp các đô thị: Bernezzo, Caraglio, Cuneo, Roccasparvera và Vignolo.